# Forças Armadas de Bangladesh

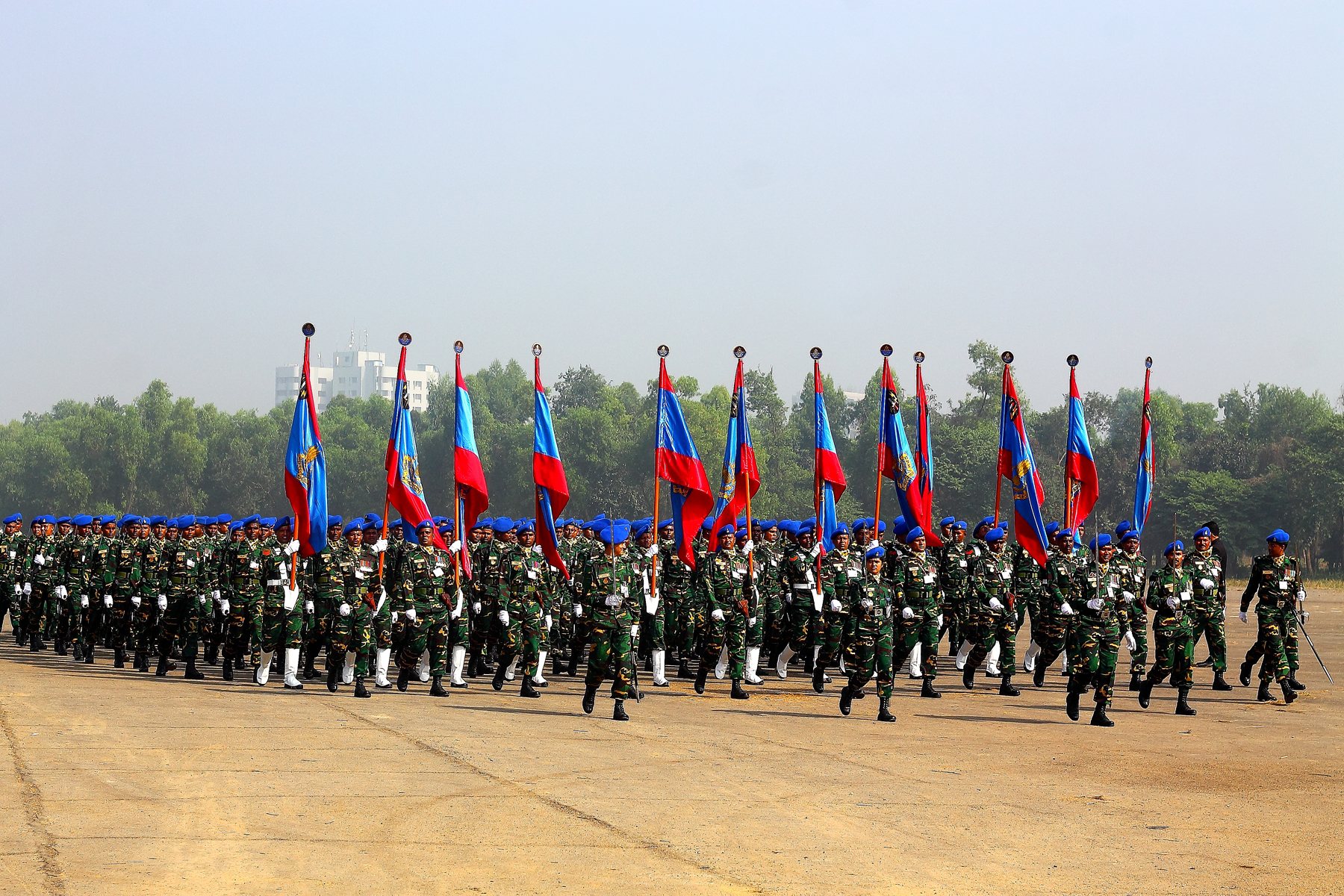
Militares de Bangladesh.

As Forças Armadas de Bangladesh (em bengali:  বাংলাদেশ সশস্ত্র বাহিনী, Bānglādēśa Saśastra Bāhinī) são a principal força de defesa de Bangladesh. É dividido em três braços: exército, força aérea e a marinha. O país também conta com tropas paramilitares subordinadas a autoridades civis.
O presidente de Bangladesh é o comandante-em-chefe das forças armadas e o ministro da defesa é o principal administrador das políticas e organização central dos militares. O alto-comando das forças armadas responde a autoridades civis. O ministro da defesa normalmente é também o Primeiro-ministro da nação, que age como o segundo em comando (atrás do presidente). Estes são ajudados por seis conselheiros, três chefes de estado-maior e os secretários militares. O chefe da inteligência também reporta ao presidente.
As forças armadas bengalesas contam com equipamento militar principalmente provenientes da China, Rússia, França, Alemanha e algumas nações da Europa oriental. Nos últimos anos o país também tem estreitado laços de defesa com os Estados Unidos.

## Fotos

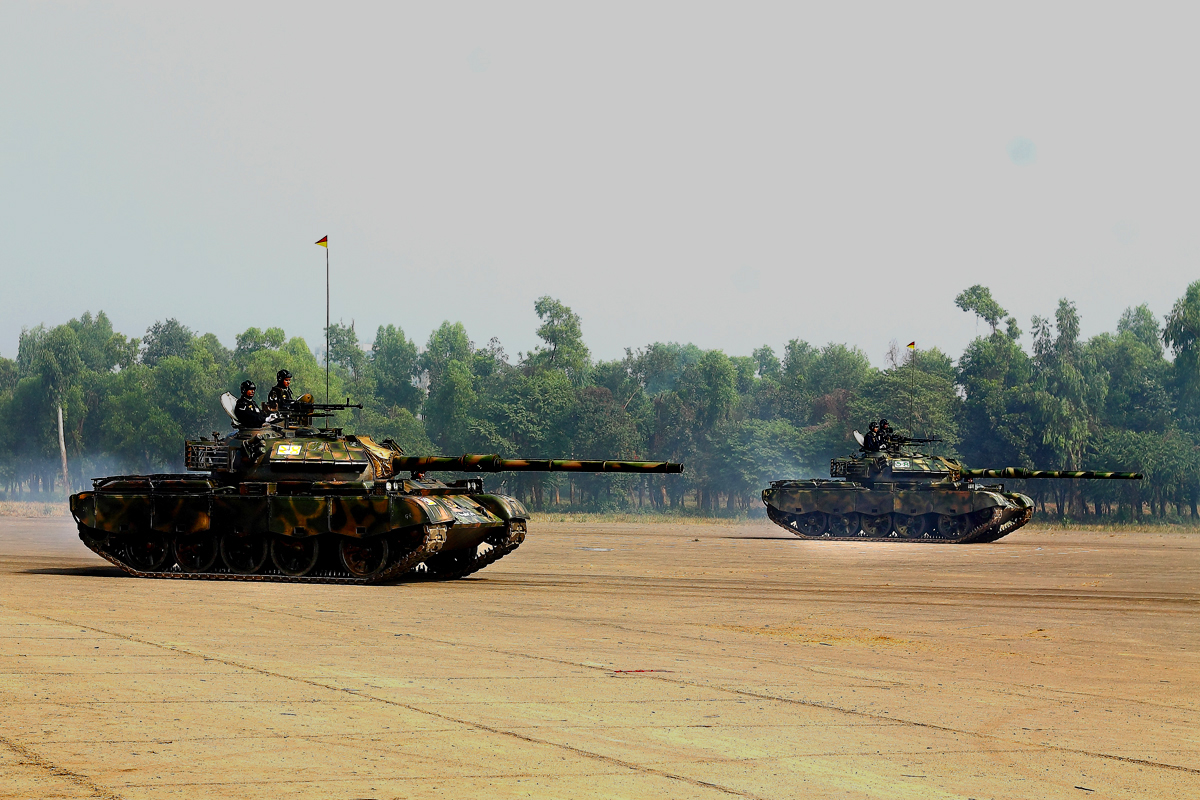
Tanques T-69 do exército bengalês.
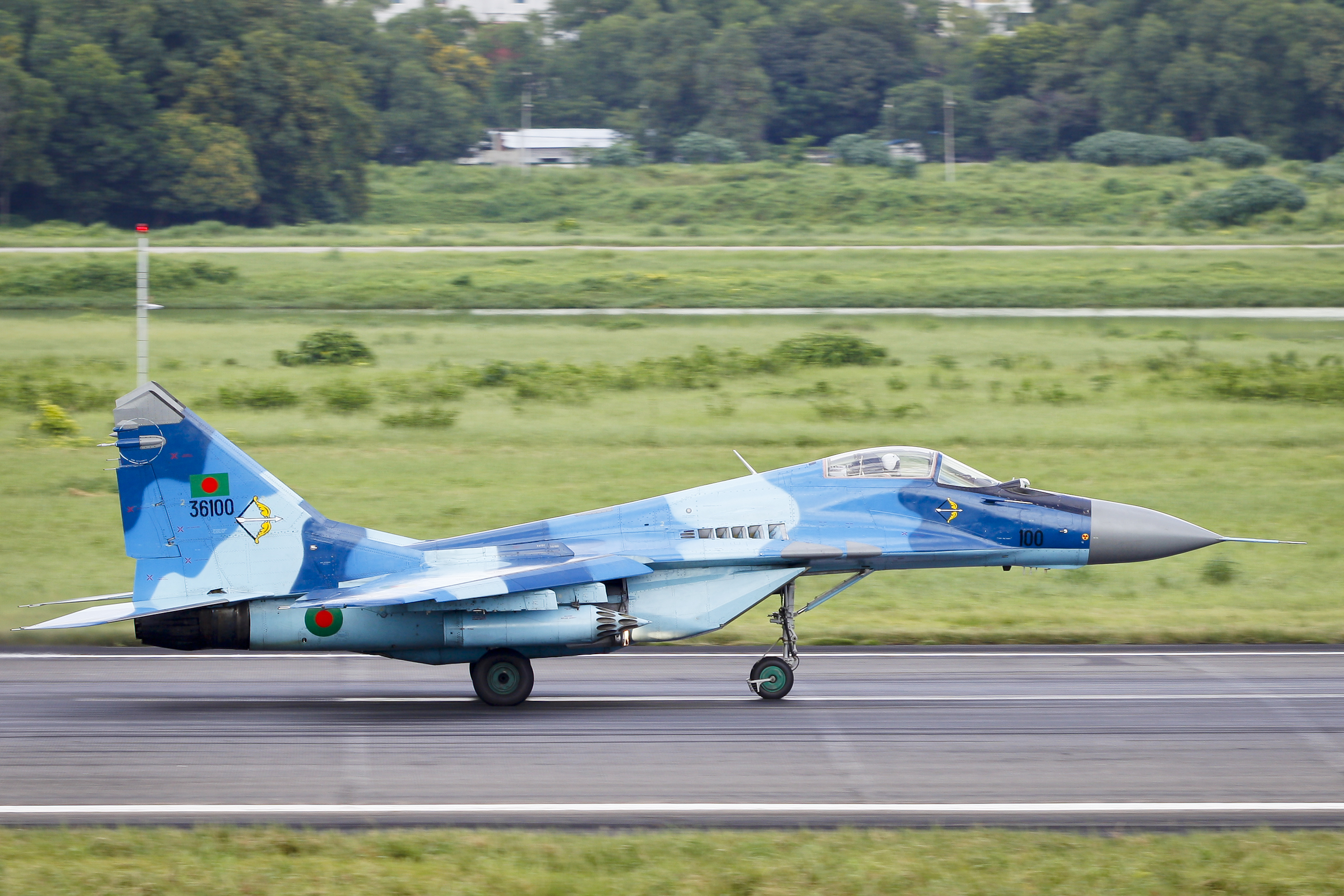
Um caça MiG-29 de Bangladesh.
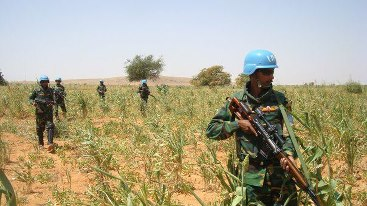
Soldados de infantaria do exército.
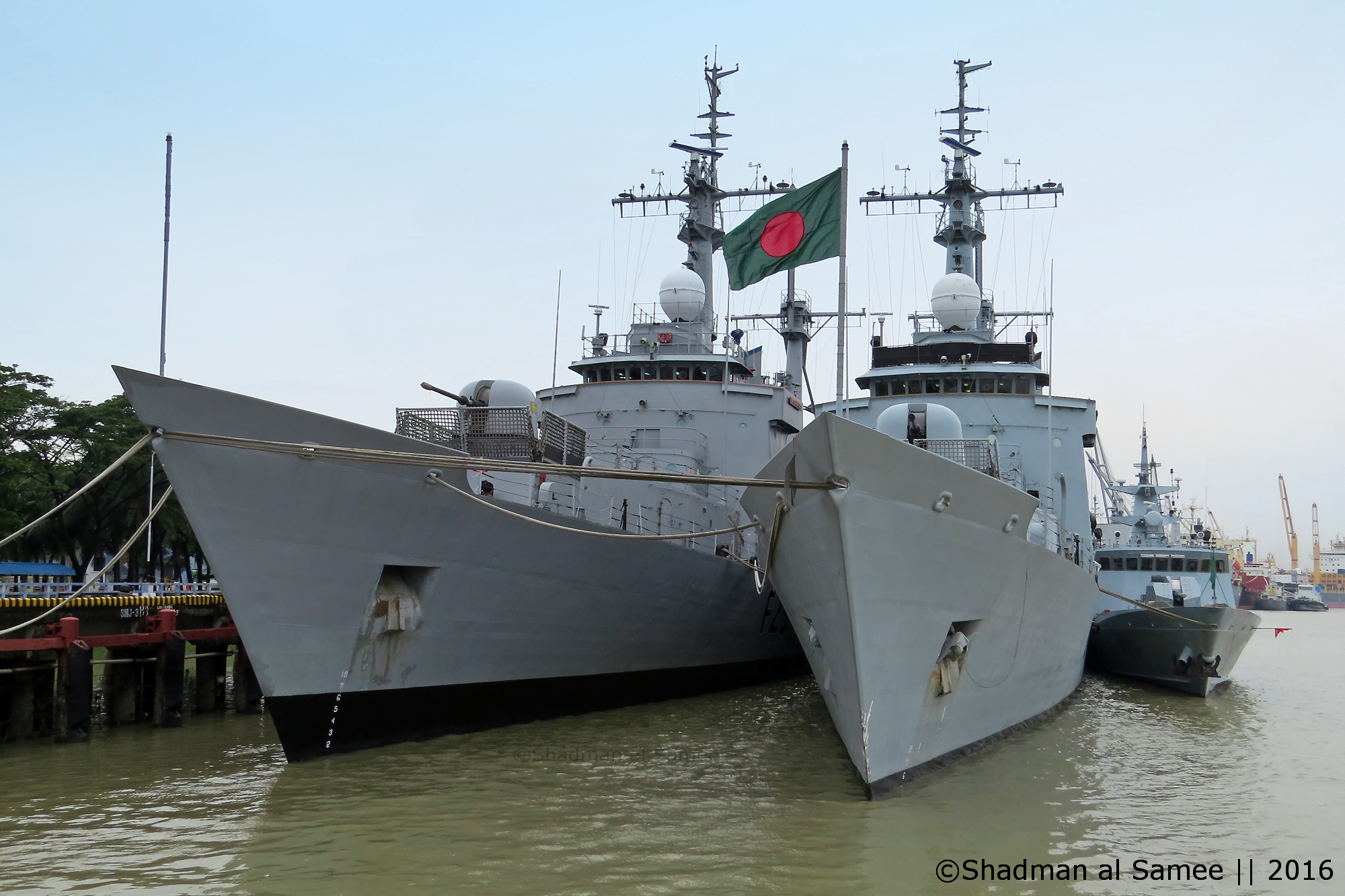
Navios de guerra da marinha de Bangladesh.